# Dattilomusicografo
Il dattilomusicografo è un apparecchio finalizzato a scrivere spartiti musicali, inventato da Andrea Ferretto. Lo strumento aveva la grandezza approssimativa di una macchina da scrivere e, non riscontrando un apprezzamento da un punto di vista commerciale, restò prodotto in un unico esemplare conservato nel laboratorio del suo inventore. Il dattilomuiscografo è conservato presso il municipio di Barbarano Vicentino.

## Riconoscimenti
L'invenzione ed il suo autore ricevettero alcuni riconoscimenti scientifici, come il premio dell’Istituto Lombardo di Scienze e Lettere e la medaglia d’oro alla quindicesima Fiera di Padova. 

## Usi
Probabilmente il dattilomusicografo venne utilizzato anche da Raymond Scott nei suoi primi tentativi di sperimentare nuove tecnologie applicate alla musica, tentativi che gli aprirono la strada a riconoscimenti assai più eclatanti di quelli attribuiti al misconosciuto italiano.